# 東義大学校
東義大学校（トンイだいがっこう、英称: Dong-eui University）は、釜山市釜山鎮区伽倻洞山24番地に本部を置く大韓民国の私立大学である。1979年に設置された。大学の略称はDEU。

## 歴史
東義大学校は1966年に金任植が設立した東義学園に始まり、1976年12月に設立した慶東工業専門学校が大学の母体となる。慶東工業専門学校は1979年1月、4年制大学に改編され、東義大学となる。初代学長には金柱奉が就任した。1983年、総合大学に昇格し、東義大学校となる。
1987年、韓医芸科が設置され、1989年には独立した韓医科大学が設置されるに従い、医学研究が活発に行われる。東義大学校は附属病院として東義大学校附属韓方病院及び東義病院、東義医療院などを多数運営している。
1989年5月、東義大学校の学生が警察と衝突し、警察官7名が死亡する事件が起きる（東義大学校事件）。

## 組織

### 学部
- 人文科学社会大学
  - 国語学科　中国語学科　日本語学科　英語学科　文献情報学科　幼児教育学科　新聞放送学科　警察行政学科
- 商経大学
  - 経済学科　貿易学科　金融保健学科　財務不動産学科　経営学科　会計学科　経営情報学科　e-ビジネス学科　流通管理学科　国際観光学科　ホテル・コンベンション経営学科　外食産業経営学科
- 自然科学大学
  - データ情報学科　コンピュータ科学科　分子生物学科　生命応用学科　看護学科　臨床病理学科　歯衛生学科　放射線学科
- 韓医科大学
  - 韓医芸科　韓医学科
- 生活科学大学
  - 保育家政相談学科　食品栄養学科　ファッションデザイン学科
- 工科大学
  - 建築学科(5年制)　建築工学科　建築設備工学科　土木工学科　都市工学科　機械工学科　産業経営工学科　電気工学科　メカトロニクス工学科　電子工学科　情報通信工学科　コンピュータ工学科　コンピュータソフトウェア工学科　化学工学科　環境工学科　融合部品工学科　新素材工学科　生命工学科　朝鮮海洋工学科
- 映像情報大学
  - マルチメディア工学科　映像情報工学科　ゲーム工学科　デジタル文化コンテンツ工学科　映画学科
- 芸術デザイン大学
  - 音楽学科　美術学科　産業デザイン学科
- 体育科学大学
  - 体育学科　レジャースポーツ学科　特殊体育学科　テコンドー学科

### 大学院
- 一般大学院 (-)は修士のみ　(+)は博士のみ
  - 人文社会系列
    - 国語国文学科　現代文芸学科(-)　中国語中国文学科(-)　日本語日本文学科　英語英文学科　史学科　文献情報学科(-)　哲学・倫理文化学科　生涯教育学科(-)　児童養育学科(-)　教育学科(+)　言論広告学科　法学科　警察行政学科(-)　行政学科　政治外交学科　社会福祉学科　経済学科　貿易学科(-)　金融保健学科(-)　財務不動産学科(-)　不動産学科(+)　経営学科　会計学科(-)　経営情報・e-ビジネス学科　流通管理学科　ホテル・観光・外食経営学科

  - 自然系列
    - 数学科(-)　情報統計学科　物理学科　化学科(-)　生物学科　生命応用学科(-)　バイオ物質制御学科　看護学科(-)　保育・家政相談学科(-)　食品栄養学科(-)　衣類学科

  - 工学系列
    - 建築学科(-)　建築工学科(-)　建築設備工学科(-)　建築工学科(+)　土木工学科　都市工学科　機械工学科　産業経営工学科　電気工学科　知能システム工学科　電子工学科(-)　情報通信工学科(-)　コンピュータ工学科　コンピュータソフトウェア工学科　IT融合学科(-)　化学工学科(-)　環境工学科(-)　融合部品工学科(-)　新素材工学科(-)　情報通信素材工学科(+)　都市環境工学科(+)　デジタルメディア工学科

  - 芸体能系列
    - 音楽学科(-)　美術学科(-)　産業デザイン学科　体育学科

  - 医学系列
    - 韓医学科
- 行政大学院
  - 行政学科　不動産学科　社会福祉学科　最高政策決定者課程
- 経営大学院
  - ビジネス経済学専攻　経営情報・e-ビジネス学専攻　国際通商学専攻　観光・レジャー経営学専攻　経営学専攻　外食産業コンサルティング学専攻　会計学専攻　金融保健学専攻　流通物流学専攻　財務不動産コンサルティング学専攻　電子・コンベンション経営学専攻　ホテル・コンベンション経営学専攻　最高経営者課程
- 産業大学院
  - 建築学科　建築設備工学専攻　建築工学専攻　土木工学科　都市工学専攻　環境工学専攻　機械工学科　産業経営工学科　電気工学専攻　電子工学専攻　情報通信工学科　コンピュータ工学科　インターネット応用工学科　産業デザイン学科　スポーツ産業学科　音楽学科・公演芸術経営専攻　産業最高戦略課程
- 教育大学院
  - 国語教育専攻　英語教育専攻　日本語教育専攻　一般社会教育専攻　数学教育専攻　電算教育専攻　交通科学教育専攻　体育教育専攻
- 映像情報大学院
  - 映画映像学科　デジタル放送映像学科　コンピュータ映像音楽学科

## 対外関係

### 国際学術交流協定
日本
- 道都大学
- 東北大学
- 国士舘大学
- 早稲田大学
- 東海大学
- 名古屋学院大学
- 福井大学
- 兵庫鍼灸大学
- 岡山大学
- 下関市立大学
- 福岡大学
- 別府大学
- 慶應大学工学部
- 早稲田IPS大学院

中国
- 山東中医薬大学
- 華東師範大学
- 吉林大学
- 河南大学
- 長春中医学院
- 天津大学
- 広西師範大学
- 青島大学
- 深玔大学
- 大連大学
- 黒竜江中医薬学大学
- 首都師範大学
- 浙江大学
- 広州中医薬大学

台湾
- 東呉大学